# Ken Marino
Ken Marino, all'anagrafe Kenneth Joseph Marino (West Islip, 19 dicembre 1968), è un attore e sceneggiatore statunitense.

## Biografia
Marino è nato a West Islip, su Long Island (nello stato di New York), da una famiglia di origine italiana. Ha studiato al Lee Strasberg Institute e alla Tisch School of the Arts della New York University (NYC). Ha visto i primi successi televisivi nel 1993 come membro della troupe comica, della quale fu anche uno dei membri fondatori, che animava la serie comica The State su MTV. Ha avuto ruoli ricorrenti nelle serie TV Dawson's Creek (2001-2002), impersonando il Prof. Wilder, e in You Wrote It, You Watch It (1992). Ha recitato in diverse puntate di Streghe e Rock Me Baby, e ha avuto un ruolo ricorrente nelle tre stagioni della serie TV Veronica Mars con il personaggio del detective privato Vincent "Vinnie" Van Lowe. Nel 2003 ha interpretando il ruolo del Dr. Turner in un episodio L'ospedale di Le cose che amo di te.
Marino era stato scelto per recitare nel remake della serie tv The Courtship of Eddie's Father, ma la puntata pilota non è mai andata in onda. Invece è stato scelto per la serie Party Down, mandata in onda da Starz (un canale PayTv americano). Ha recitato anche, nel ruolo di demone gay, nel serial TV Reaper - In missione per il Diavolo (2008).
Inoltre è stato guest star in un episodio della terza stagione di Will & Grace, dove ha interpretato il fidanzato a sei dita di Grace, nella prima stagione di Angel, in due episodi della serie Reno 911, nella prima stagione di Stella e nella seconda stagione di Grey's Anatomy. Nel 2009, ha avuto un cameo in un episodio della serie Californication e uno nella serie Angel. Dal 2014 recita nella serie TV Marry Me.
Nel 2004 Marino ha ottenuto una parte nel film Love for Rent. Ha preso parte anche al film cult Wet Hot American Summer (2001), The Ten, Role Models, e The Baxter (dove ha un cameo verso la fine del film). Nel 2006 ha recitato nel film della Hallmark Channel (TV via cavo statunitense) Colpo di fulmine. Marino è anche produttore musicale e board operator nel film che accompagna la Rock 'n' Roller Coaster agli Hollywood Studios della Disney. Compare nel 2012 in Burning Love, webserie comica di Yahoo! con Jennifer Aniston e prodotta da Ben Stiller.

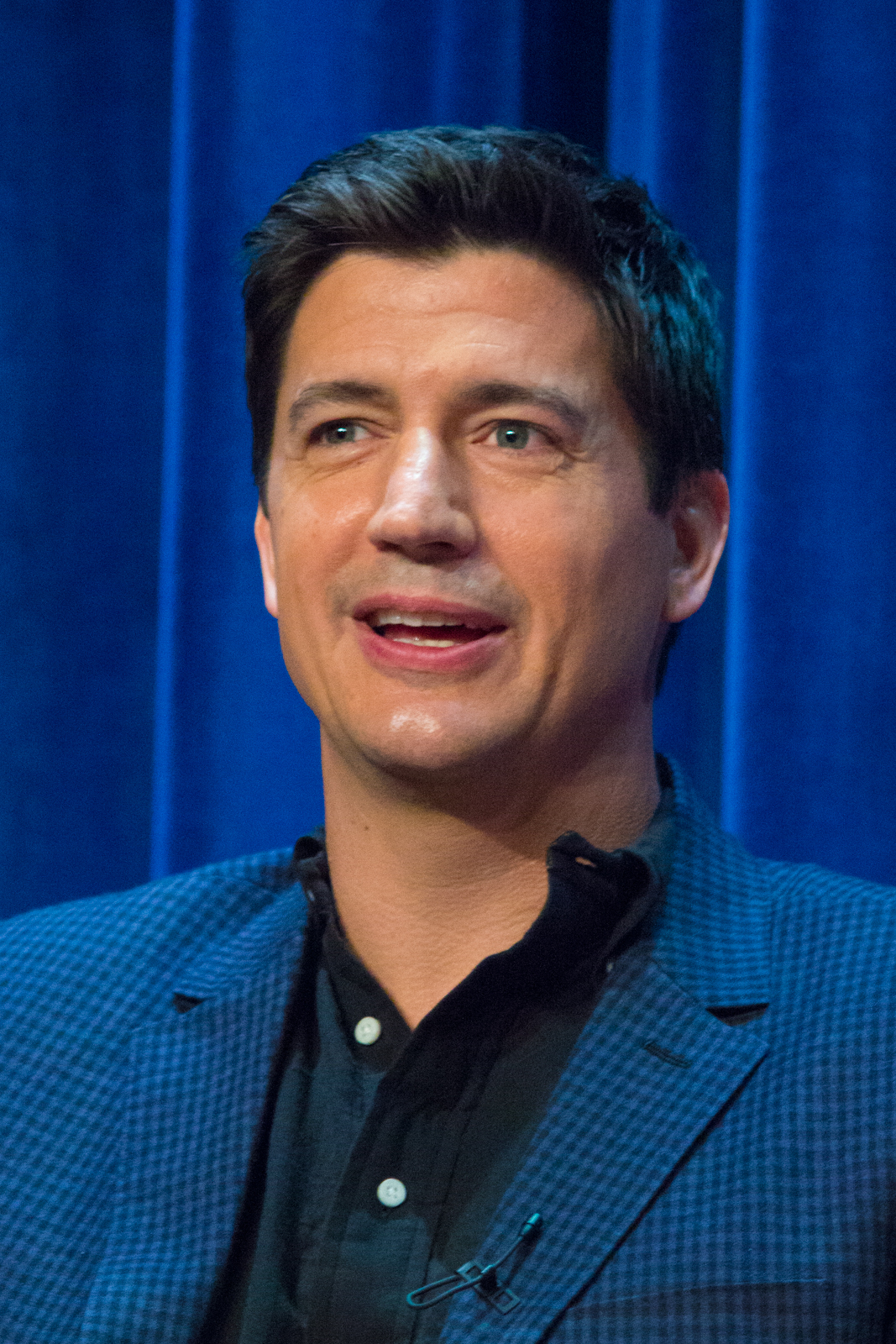
Ken Marino al PaleyFest 2014.

Marino ha scritto la sceneggiatura del film Diggers (2007), ambientato nella metà degli anni '70 a Long Island, sempre nel 2007 è interprete e co-sceneggiatore, insieme a David Wain, di The Ten.

### Vita privata
Marino è sposato con l'attrice/scrittrice Erica Oyama, con la quale ha avuto un figlio, Riley Ken'ichi Marino ed una figlia, Ruby.

## Filmografia

### Attore

#### Cinema
- Wet Hot American Summer, regia di David Wain (2001)
- The Baxter, regia di Michael Showalter (2005)
- Love for Rent, regia di Shane Edelman (2005)
- The Ten, regia di David Wain (2007)
- Role Models, regia di David Wain (2008)
- Nudi e felici (Wanderlust), regia di David Wain (2012)
- Come ti spaccio la famiglia (We're the Millers), regia di Rawson Marshall Thurber (2013)
- Bad Milo!, regia di Jacob Vaughan (2013)
- In a World... - Ascolta la mia voce (In a World...), regia di Lake Bell (2013)
- Veronica Mars - Il film (Veronica Mars), regia di Rob Thomas (2014)
- Piccoli brividi (Goosebumps), regia di Rob Letterman (2015)
- Masterminds - I geni della truffa (Masterminds), regia di Jared Hess (2016)
- Io, Dio e Bin Laden (Army of One), regia di Larry Charles (2016)
- La babysitter (The Babysitter), regia di McG (2017)
- Sognando il ring (The Main Event), regia di Jay Karas (2020)
- L'ultimo colpo di mamma (The Sleepover), regia di Trish Sie (2020)
- La babysitter - Killer Queen (The Babysitter: Killer Queen), regia di McG (2020)
- Buon Natale da Candy Cane Lane (Candy Cane Lane), regia di Reginald Hudlin (2023)

#### Televisione
- Spin City – serie TV, episodio 1x13 (1997)
- Men Behaving Badly – serie TV, 12 episodi (1997)
- Angel – serie TV, episodio 1x12 (2000)
- Will & Grace – serie TV, 1 episodio (2000)
- Dawson's Creek – serie TV, 10 episodi (2001-2002)
- First Years – serie TV, 9 episodi (2001)
- Streghe (Charmed) – serie TV, 3 episodi (2002-2005)
- Las Vegas – serie TV, 1 episodio (2003)
- Reno 911! – serie TV, 3 episodi (2003-2008)
- Le cose che amo di te (What I Like About You) – serie TV, 3 episodi (2004)
- Detective Monk (Monk) – serie TV, episodio 3x09 (2004)
- NYPD - New York Police Department – serie TV, 1 episodio (2004)
- Veronica Mars – serie TV, 10 episodi (2005-2007)
- Colpo di fulmine (Falling in Love with the Girl Next Door), regia di Armand Mastroianni – film TV (2006)
- Grey's Anatomy – serie TV, episodio 2x25 (2006)
- CSI: Miami – serie TV, 1 episodio (2008)
- Reaper - In missione per il Diavolo (Reaper) – serie TV, 9 episodi (2008-2009)
- Childrens Hospital – serie TV, 59 episodi (2008-2015)
- Californication – serie TV, 1 episodio (2009)
- Private Practice – serie TV, episodio 3x02 (2009)
- Party Down – serie TV, 20 episodi (2009-2010)
- Burning Love – serie TV, 29 episodi (2012-2013)
- Toy Story of Terror! – special TV d'animazione, regia di Angus MacLane (2013)
- Marry Me – serie TV, 18 episodi (2014-2015)
- Togetherness – serie TV, 1 episodio (2015)
- Wet Hot American Summer: First Day of Camp, regia di David Wain – miniserie TV (2015)
- Vinyl – serie TV, 3 episodi (2016)
- Agent Carter – serie TV, 5 episodi (2016)
- Brooklyn Nine-Nine – serie TV, 5 episodi (2016)
- Black Monday – serie TV (2019-2021)
- High Potential – serie TV, 1 episodio (2024)
- The Residence – miniserie TV, 8 puntate (2025)

### Sceneggiatore
- The State – serie TV, 27 episodi (1993-1995)
- Diggers, regia di Katherine Dieckmann  (2006)
- The Ten, regia di David Wain (2007)
- Role Models, regia di David Wain (2008)
- Nudi e felici (Wanderlust), regia di David Wain (2012)
- Wainy Days – web serie (2007)
- Childrens Hospital - serie TV, 4 episodi (2010-2012)

### Doppiatore
- Cappuccetto Rosso e gli insoliti sospetti (Hoodwinked!), regia di Cory Edwards (2006)

### Regista
- How to Be a Latin Lover (2017)
- Dog Days (2018)

## Doppiatori italiani
Nelle versioni italiano delle opere in cui ha recitato, Ken Marino è stato doppiato da:
- Vittorio Guerrieri in Will & Grace, First Years, Wet Hot American Summer, Reaper - In missione per il Diavolo, Role Models, In a World... - Ascolta la mia voce, Wet Hot American Summer: First Day of Camp, Wet Hot American Summer: Ten Years Later, The Residence
- Francesco Prando in Dawson's Creek, iZombie, Medical Police, Le regole del delitto perfetto
- Alessandro Quarta in Party Down, Sognando il ring
- Luigi Ferraro in Vinyl, Brooklyn Nine-Nine (st. 4)
- Massimo Triggiani ne La babysitter, La babysitter - Killer Queen
- Gianluca Machelli in Come ti spaccio la famiglia
- Roberto Pedicini in Nudi e felici
- Franco Chillemi in Spin City
- Giorgio Borghetti in Angel
- Guido Di Naccio in NYPD - New York Police Department
- Oreste Baldini in Grey's Anatomy
- Teo Bellia in CSI: Miami
- Francesco Meoni in Detective Monk
- Mirko Mazzanti in Veronica Mars - Il film
- Massimo Lodolo in Las Vegas
- Matteo Costantini in Brooklyn Nine-Nine (ep. 6x17-6x18)
- Donato Sbodio in The Ten
- Saverio Indrio in Piccoli Brividi
- Francesco Bulckaen in Agent Carter
- Andrea Lavagnino in Masterminds - I geni della truffa
- Massimiliano Manfredi in Disjointed
- Roberto Gammino ne L'ultimo colpo di mamma
- Stefano Thermes in Buon Natale da Candy Cane Lane
- Alessandro Budroni in High Potential

Da doppiatore è sostituito da:
- Stefano Brusa in Toy Story of Terror!